# Tremolechia
Tremolecia — рід лишайників родини Hymeneliaceae. Назва вперше опублікована 1953 року.